# Saint-Pons (Ardèche)
Pour les articles homonymes, voir Saint-Pons.
Saint-Pons [sɛ̃ pɔ̃s] est une commune française située dans le département de l'Ardèche, en région Auvergne-Rhône-Alpes.
Ses habitants sont appelés les Saint-Ponnais.

## Géographie

### Situation et description
Saint-Pons est un petit village à l'aspect essentiellement rural, situé dans la partie méridionale de l'Ardèche entre Montélimar et Aubenas (canton de Berg-Helvie). La commune est rattachée à la communauté de communes Berg et Coiron.

### Géologie et relief
Géologiquement, la commune de Saint-Pons se situe sur des terrains tendres du Crétacé constitués de marnes et de calcaires et à la limite du plateau volcanique du Coiron aux formes géologiques caractéristiques comme les orgues.
Le massif du Coiron étant ancien, les cônes stromboliens ont été sérieusement malmenés par l'érosion. Certains ont été complètement détruits et l'on peut observer, aujourd'hui, la partie basse de la cheminée d'alimentation qui est représentée soit par des gros culots de lave : les necks soit par des filons de quelques décimètres à plusieurs mètres d'épaisseur et de quelques mètres à plus d'un kilomètre de long : les dykes.
La chapelle de Roche chérie a été bâtie sur le flanc d'un neck.

### Climat
Pour des articles plus généraux, voir Climat d'Auvergne-Rhône-Alpes et Climat de l'Ardèche.
En 2010, le climat de la commune est de type climat méditerranéen altéré, selon une étude du CNRS s'appuyant sur une série de données couvrant la période 1971-2000. En 2020, Météo-France publie une typologie des climats de la France métropolitaine dans laquelle la commune est dans une zone de transition entre le climat de montagne et le climat méditerranéen et est dans la région climatique  Provence, Languedoc-Roussillon, caractérisée par une pluviométrie faible en été, un très bon ensoleillement (2 600 h/an), un été chaud (21,5 °C), un air très sec en été, sec en toutes saisons, des vents forts (fréquence de 40 à 50 % de vents > 5 m/s) et peu de brouillards. 
Pour la période 1971-2000, la température annuelle moyenne est de 12 °C, avec une amplitude thermique annuelle de 17,3 °C. Le cumul annuel moyen de précipitations est de 1 140 mm, avec 7,3 jours de précipitations en janvier et 4,4 jours en juillet. Pour la période 1991-2020, la température moyenne annuelle observée sur la station météorologique de Météo-France la plus proche, « Alba la Romaine », sur la commune d'Alba-la-Romaine à 5 km à vol d'oiseau, est de 13,6 °C et le cumul annuel moyen de précipitations est de 1 043,8 mm,. Pour l'avenir, les paramètres climatiques de la commune estimés pour 2050 selon différents scénarios d'émission de gaz à effet de serre sont consultables sur un site dédié publié par Météo-France en novembre 2022.

### Hydrographie
Le territoire communal est traversé par l'Escoutay, une petite rivière qui rejoint la rive droite du Rhône à Viviers.

### Voies de communication
Le territoire communal est traversé par la route nationale 102 (RN 102) qui relie l'autoroute A75 à Lempdes-sur-Allagnon vers la RN 7 et l'A7. Cette route permet également de rejoindre Aubenas et Montélimar.

## Urbanisme

### Typologie
Au 1er janvier 2024, Saint-Pons est catégorisée commune rurale à habitat dispersé, selon la nouvelle grille communale de densité à 7 niveaux définie par l'Insee en 2022.
Elle est située hors unité urbaine et hors attraction des villes,.

### Occupation des sols
L'occupation des sols de la commune, telle qu'elle ressort de la base de données européenne d’occupation biophysique des sols Corine Land Cover (CLC), est marquée par l'importance des forêts et milieux semi-naturels (58,2 % en 2018), une proportion sensiblement équivalente à celle de 1990 (58,7 %). La répartition détaillée en 2018 est la suivante : 
milieux à végétation arbustive et/ou herbacée (31,9 %), prairies (26,5 %), forêts (26,3 %), zones agricoles hétérogènes (8,2 %), cultures permanentes (5,5 %), zones urbanisées (1,6 %).
L'évolution de l’occupation des sols de la commune et de ses infrastructures peut être observée sur les différentes représentations cartographiques du territoire : la carte de Cassini (XVIIIe siècle), la carte d'état-major (1820-1866) et les cartes ou photos aériennes de l'IGN pour la période actuelle (1950 à aujourd'hui).

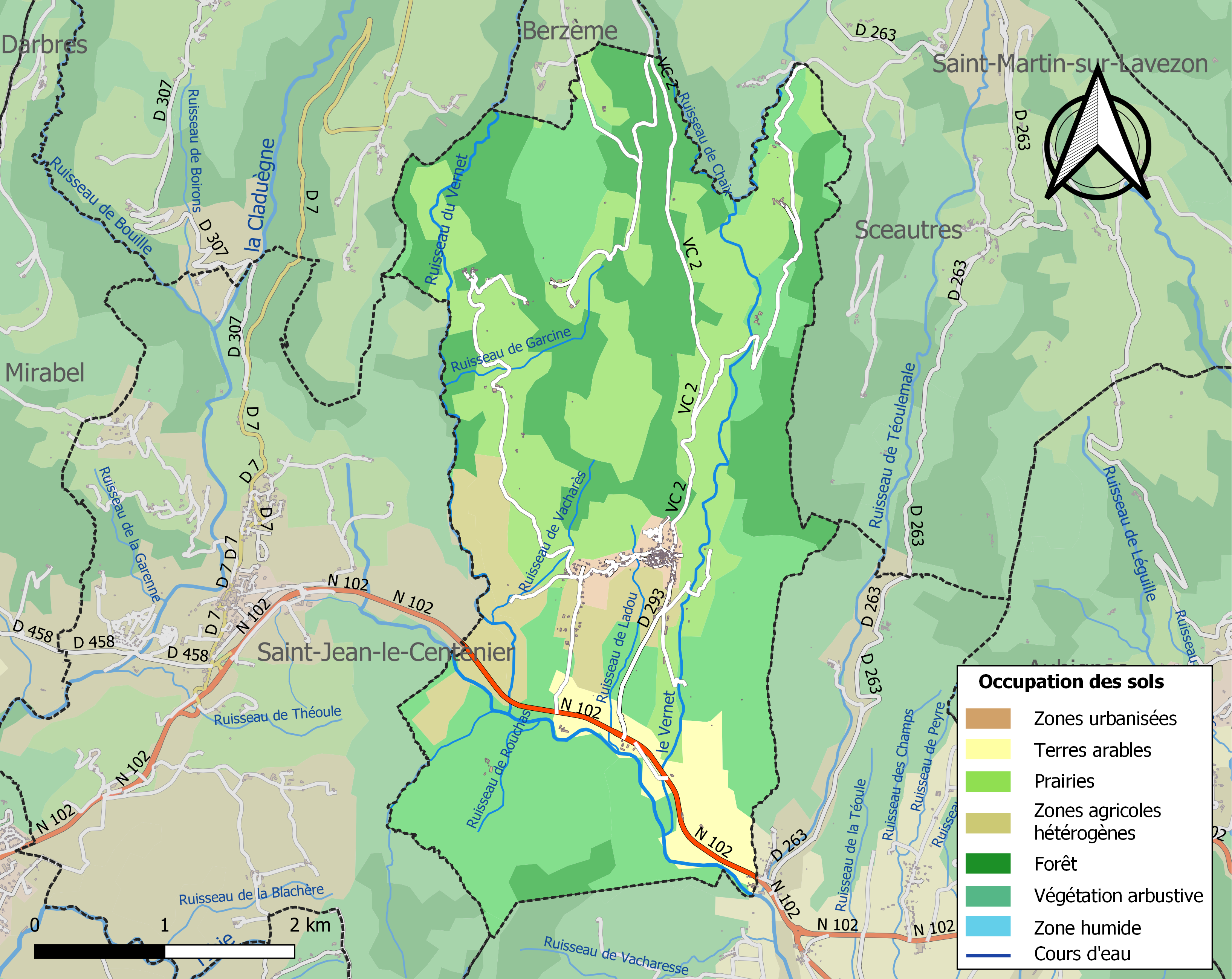
Carte des infrastructures et de l'occupation des sols de la commune en 2018 (CLC).

### Risques naturels

#### Risques sismiques
L'ensemble du territoire de la commune de Saint-Pons est situé en zone de sismicité no 3 (sur une échelle de 1 à 5), comme la plupart des communes situées dans la vallée du Rhône et la Basse Ardèche, mais non loin de la limite orientale de la zone no 2 qui correspond au plateau ardéchois.
| Type de zone | Niveau            | Définitions (bâtiment à risque normal) |
| ------------ | ----------------- | -------------------------------------- |
| Zone 3       | Sismicité modérée | accélération = 1,1 m/s2                |

## Histoire
Saint-Pons est un bourg ecclésial regroupé autour de l'église. Seule la présence d'une grande enceinte de la fin du Moyen Âge, mal datée mais à attribuer sans doute à la période de la guerre de Cent Ans, est à l'origine de son appellation de « château ». Il n'y a jamais eu de château proprement dit à Saint-Pons, bien qu'une petite maison forte tardive située à l'extérieur de l'enceinte ait parfois été qualifiée ainsi.
L'enceinte de la fin du Moyen Âge avait une forme globalement quadrangulaire, aux angles nord cantonnés de tours encore en partie visible de nos jours. Une porte sur chaque face de l'enceinte permettait l'accès au village, centré autour de l'église et de la place du marché. Sur cette dernière se tenait, à la fin du XVe siècle, une foire concédée à Saint-Pons. À l'heure actuelle, la rue de Barry et la rue du Vallat conservent le souvenir des fortifications anciennes : ces termes désignent en effet respectivement les remparts et le fossé.

## Politique et administration

### Liste des maires
| Période                                  | Période                     | Identité                   | Étiquette | Qualité                                        |
| ---------------------------------------- | --------------------------- | -------------------------- | --------- | ---------------------------------------------- |
| Les données manquantes sont à compléter. |                             |                            |           |                                                |
| 1799                                     | 1800                        | François Gente             |           |                                                |
| 1800                                     | 1817                        | Jean-François Reboul       |           |                                                |
| 1817                                     | 1827                        | Jean-François Vernet       |           |                                                |
| 1827                                     | 1831                        | François Gamonet           |           |                                                |
| 1831                                     | 1832                        | Jean-Louis Vernet          |           |                                                |
| 1832                                     | 1840                        | Louis Reboul               |           |                                                |
| 1840                                     | 1848                        | Jean-Louis Vernet          |           |                                                |
| 1848                                     | 1852                        | André Gente                |           |                                                |
| 1852                                     | 1852                        | Eugène Reboul              |           |                                                |
| 1852                                     | 1859                        | André Gente                |           |                                                |
| 1859                                     | 1884                        | Louis-Xavier Godfroy Gente |           |                                                |
| 1884                                     | 1888                        | Auguste Martaresche        |           |                                                |
| 1888                                     | 1892                        | André Mercoyrol            |           |                                                |
| 1892                                     | 1894                        | Frédéric Vernet            |           |                                                |
| 1894                                     | 1908                        | Eugène Giry                |           |                                                |
| 1908                                     | 1912                        | François Gente             |           |                                                |
| 1912                                     | 1919                        | Eugène Giry                |           |                                                |
| 1919                                     | 1929                        | Léopold Boyer              |           |                                                |
| 1929                                     | 1945                        | Jean-Baptiste Laville      |           |                                                |
| 1945                                     | 1945                        | Delille Rocher             |           |                                                |
| 1945                                     | octobre 1947                | Marius Mazet               | PCF       | Cultivateur                                    |
| mars 1947                                | mars 1959                   | Gustave Riou               |           | Cultivateur                                    |
| mars 1959                                | 1966 (annulation)           | Paul Laville               |           | Exploitant agricole                            |
| 1966                                     | mars 1971                   | Jean Nicolas               |           |                                                |
| mars 1971                                | mars 1977                   | Jean-Claude Vilain         | DVD       | Exploitant agricole                            |
| mars 1977                                | 19 mars 1983                | Maurice Raynaud            | PS        | Garagiste                                      |
| 19 mars 1983                             | mars 2008                   | Christian Mey              | PCF       | Électricien à la Société des Basaltes Français |
| mars 2008                                | En cours (au 24 avril 2014) | Dominique Laville          | DVD       | Exploitant agricole                            |

## Population et société

### Démographie
L'évolution du nombre d'habitants est connue à travers les recensements de la population effectués dans la commune depuis 1793. Pour les communes de moins de 10 000 habitants, une enquête de recensement portant sur toute la population est réalisée tous les cinq ans, les populations de référence des années intermédiaires étant quant à elles estimées par interpolation ou extrapolation. Pour la commune, le premier recensement exhaustif entrant dans le cadre du nouveau dispositif a été réalisé en 2008.

En 2022, la commune comptait 302 habitants, en évolution de +2,72 % par rapport à 2016 (Ardèche : +2,48 %, France hors Mayotte : +2,11 %).
| 1793 | 1800 | 1806 | 1821 | 1831 | 1836 | 1841 | 1846 | 1851 |
| ---- | ---- | ---- | ---- | ---- | ---- | ---- | ---- | ---- |
| 580  | 621  | 607  | 587  | 672  | 667  | 673  | 736  | 733  |

| 1856 | 1861 | 1866 | 1872 | 1876 | 1881 | 1886 | 1891 | 1896 |
| ---- | ---- | ---- | ---- | ---- | ---- | ---- | ---- | ---- |
| 706  | 759  | 764  | 748  | 750  | 685  | 650  | 645  | 601  |

| 1901 | 1906 | 1911 | 1921 | 1926 | 1931 | 1936 | 1946 | 1954 |
| ---- | ---- | ---- | ---- | ---- | ---- | ---- | ---- | ---- |
| 593  | 563  | 528  | 446  | 376  | 340  | 322  | 284  | 231  |

| 1962 | 1968 | 1975 | 1982 | 1990 | 1999 | 2006 | 2008 | 2013 |
| ---- | ---- | ---- | ---- | ---- | ---- | ---- | ---- | ---- |
| 186  | 184  | 175  | 170  | 181  | 203  | 249  | 262  | 288  |

| 2018 | 2022 | - | - | - | - | - | - | - |
| ---- | ---- | - | - | - | - | - | - | - |
| 292  | 302  | - | - | - | - | - | - | - |

### Enseignement
La commune est rattachée à l'académie de Grenoble.

### Cultes
L'église (propriété de la commune) et la communauté catholique de Saint-Pons sont rattachées à la paroisse catholique de « Sainte Marie de Berg et Coiron », elle même rattachée au diocèse de Viviers.

### Médias
La commune est située dans la zone de distribution de deux organes de la presse écrite :
- L'Hebdo de l'Ardèche

Il s'agit d'un journal hebdomadaire français basé à Valence et couvrant l'actualité de tout le département de l'Ardèche.
- Le Dauphiné libéré

Il s'agit d'un journal quotidien de la presse écrite française régionale distribué dans la plupart des départements de l'ancienne région Rhône-Alpes, notamment l'Ardèche. La commune est située dans la zone d'édition de Privas-Vallée du Rhône.

## Culture et patrimoine

### Lieux et monuments
- La plaine du Regard est située au sud du plateau du Coiron et permet d'avoir un beau panorama sur le village situé au-dessous, la vallée de l'Escoutay ainsi qu'Alba-la-Romaine.

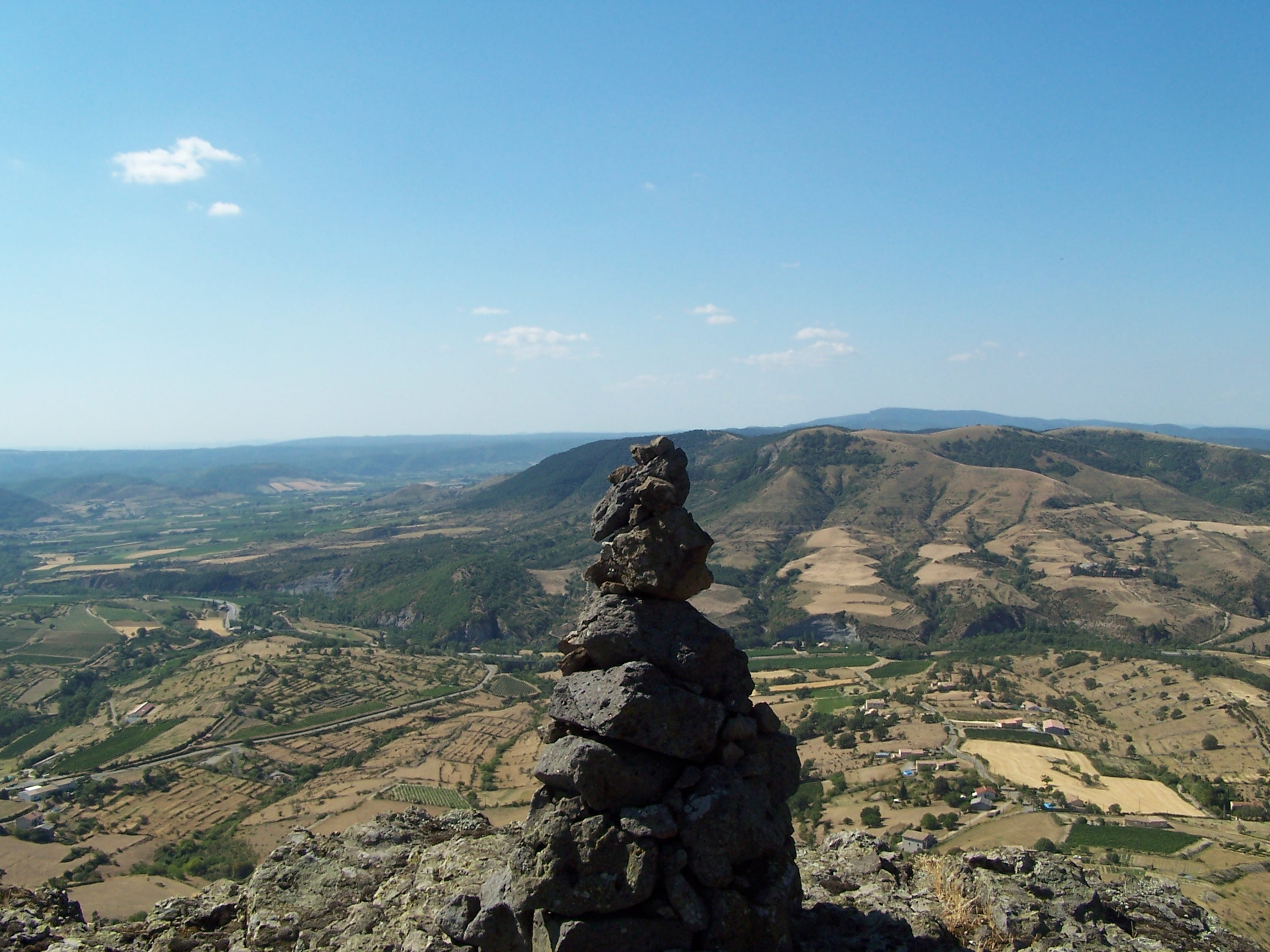
Panorama plaine du Regard.

- Église Saint-Pons de Saint-Pons.
- Chapelle de Roche chérie.

### Personnalités liées à la commune
- Michel Sima (1912-1987), sculpteur photographe, rescapé de la Shoah, a habité Saint-Pons avec sa famille de 1967 à 1970[20].